# Кульбаба бессарабська
Кульбаба бессарабська (Taraxacum bessarabicum) — вид рослин з родини айстрових (Asteraceae), поширений у Алжирі та Євразії від Франції до Сибіру й північного Китаю.

## Опис

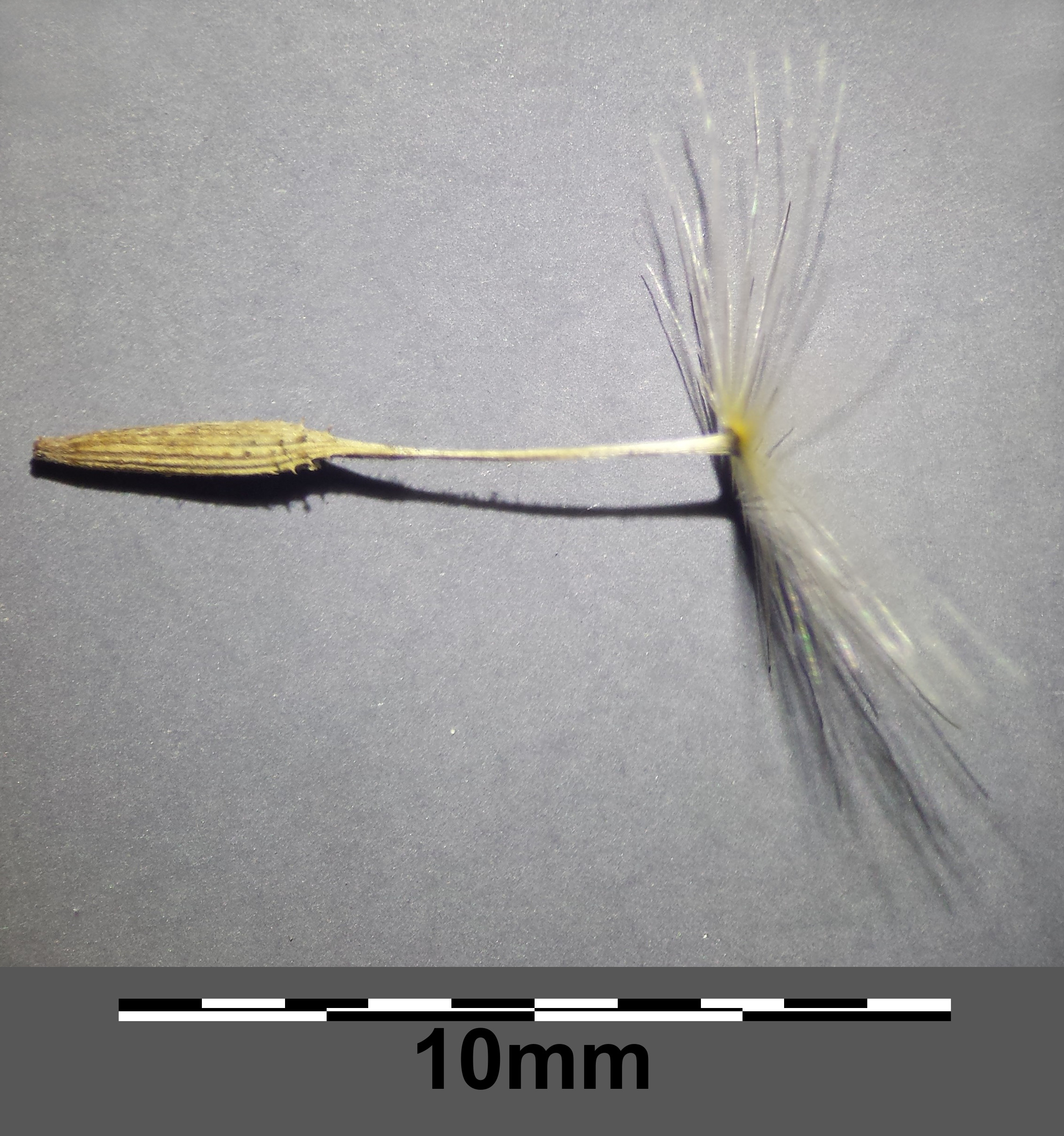
сім'янка з папусом

Багаторічна рослина 5–20 см. Листки товстуваті, м'ясисті, голі, до основи звужені, крупно-зубчасті або перисторозсічені. Зовнішні листочки обгортки численні, червонуваті, вузькі, вдвічі коротші від внутрішніх. Квітки жовті, зовні помаранчеві. Кошики вузькі, до 15 мм завдовжки й 10 мм шириною.

## Поширення
Поширений у Алжирі та Євразії від Франції до Сибіру й північного Китаю.
В Україні вид зростає на засолених луках, солонцях, на краю боліт — у Лісостепу, Степу та Степовому Криму, б.-м. зазвичай; у Лівобережному Поліссі, рідко.